# Degüello
Degüello é o sexto álbum de estúdio da banda ZZ Top, lançado em 1979.
| Críticas profissionais                                                      | Críticas profissionais |
| Avaliações da crítica                                                       | Avaliações da crítica  |
| Fonte                                                                       | Avaliação              |
| --------------------------------------------------------------------------- | ---------------------- |
| allmusic                                                                    | [ 1 ]                  |
| Robert Christgau                                                            | (A-)                   |
| Rolling Stone                                                               | (mixed)                |
| Esta tabela precisa de ser acompanhada por texto em prosa. Consulte o guia. |                        |

## Faixas
Todas as faixas por Billy Gibbons, Dusty Hill e Frank Beard, exceto onde assinado.
Lado A
1. "I Thank You" (Isaac Hayes, David Porter) – 3:23
2. "She Loves My Automobile" – 2:24
3. "I'm Bad, I'm Nationwide" – 4:46
4. "A Fool for Your Stockings" – 4:15
5. "Manic Mechanic" – 2:37

Lado B
1. "Dust My Broom" (Elmore James) – 3:06
2. "Lowdown in the Street" – 2:49
3. "Hi Fi Mama" – 2:23
4. "Cheap Sunglasses" – 4:48
5. "Esther Be the One" – 3:31

## Banda
- Billy Gibbons: guitarra e vocal
- Dusty Hill: baixo
- Frank Beard: bateria